# Mathew Hayman
Mathew Hayman (nascido em 20 de abril de 1978) é um ciclista de estrada profissional australiano, que alinha para Orica-GreenEDGE, equipe de categoria UCI ProTeam. É um gregário experiente e respeitado, como ele tipicamente assume um papel de apoio dentro de sua equipe. Hayman é especialista em clássicas de paralelepípedos.

## Carreira
Hayman deixou a equipe Sky no final da temporada 2013, e se juntou a Orica-GreenEDGE para a temporada de 2014.
Em 10 de abril de 2016, Hayman venceu o Paris-Roubaix, a oitava vitória profissional de sua carreira. No sprint final no velódromo de Roubaix, ele venceu Tom Boonen, Ian Stannard, Sep Vanmarcke e Edvald Boasson Hagen.